# Teodor Garriga i Osca
Teodor Garriga i Osca (Barcelona, 9 de juny de 1909 - Tiana, 10 de juny de 2008) va ser un locutor de ràdio català.

## Biografia
El 1923 s'afilià a la Unió Socialista de Catalunya i el 1928 va mantenir contactes amb Adrià Gual, aleshores director de la Companyia de Teatre de Ràdio Barcelona. Participà en Ràdio Associació de Catalunya i en fou locutor des del 1932 fins al 1939. Després de la guerra civil espanyola es va exiliar a França, on després de passar pel camp de concentració d'Argelers s'instal·là a Perpinyà. Va col·laborar amb la Resistència francesa contra el Tercer Reich. El 1963 va tornar a Catalunya.
El 1983 fou nomenat president d'Honor de Ràdio Associació de Catalunya, és soci d'honor del Col·legi de Periodistes de Catalunya, el 1984 va rebre la Creu de Sant Jordi de la Generalitat de Catalunya i el 2001 la Medalla d'Honor de l'Ajuntament de Barcelona. El 2005 fou nomenat fill adoptiu de la vila de Premià de Dalt.